# Singapore Cup 2006
Der Singapore Cup 2006, aus Sponsorengründen auch als  RHB Singapore Cup bekannt, war die 9. Austragung des Fußball-Pokalwettbewerbs für singapurische Vereinsmannschaften und geladene Mannschaften. In dieser Saison nahmen insgesamt 16 Mannschaften teil. Titelverteidiger war Home United.

## Teilnehmer
Insgesamt nahmen 16 Mannschaften teil, 13 Vereine aus der S. League sowie drei eingeladene Vereine aus Thailand, Malaysia und Kambodscha.
| S. League 12 Vereine der S. League | Eingeladene Vereine |
| - Albirex Niigata (Singapur) - Balestier Khalsa - Brunei DPMM FC - Geylang United - Gombak United - Home United - Sengkang Punggol FC - Singapore Armed Forces FC - Sporting Afrique FC - Tampines Rovers - Woodlands Wellington - Young Lions | Aus Thailand - Provincial Electricity Authority FC - Chonburi FC Aus Kambodscha - Khmer Empire Aus Malaysia - U23-Nationalmannschaft |

## Vorrunde
| Datum          |                            | Ergebnis  |                                     |
| -------------- | -------------------------- | --------- | ----------------------------------- |
| 15. April 2006 | Balestier Khalsa           | 5:3       | U23-Nationalmannschaft              |
| 22. April 2006 | Albirex Niigata (Singapur) | 3:2 n. V. | Geylang United                      |
| 6. Mai 2006    | Woodlands Wellington       | SGP1:0    | Provincial Electricity Authority FC |
| 14. Mai 2006   | Sengkang Punggol FC        | 1:0       | Gombak United                       |
| 20. Mai 2006   | Home United                | 0:4       | Chonburi FC                         |
| 10. Juni 2006  | Sporting Afrique FC        | 2:3       | Young Lions                         |
| 17. Juni 2006  | Singapore Armed Forces FC  | 8:1       | Khmer Empire                        |
| 27. Juni 2006  | Tampines Rovers            | 1:0       | Brunei DPMM FC                      |

## Viertelfinale
| Datum                 |                           | Gesamt |                            | Hinspiel | Rückspiel |
| --------------------- | ------------------------- | ------ | -------------------------- | -------- | --------- |
| 24. Juni/1. Juli 2006 | Sengkang Punggol FC       | 5:11   | Balestier Khalsa           | 4:4      | 1:7       |
| 8./11. Juli 2006      | Singapore Armed Forces FC | 3:5    | Tampines Rovers            | 1:1      | 2:4       |
| 12./15. Juli 2006     | Chonburi FC               | 4:3    | Albirex Niigata (Singapur) | 2:2      | 2:1       |
| 26./29. Juli 2006     | Young Lions               | 2:4    | Woodlands Wellington       | 1:1      | 1:3       |

## Halbfinale
| Datum                        |                      | Gesamt          |                  | Hinspiel | Rückspiel |
| ---------------------------- | -------------------- | --------------- | ---------------- | -------- | --------- |
| 26. August/9. September 2006 | Woodlands Wellington | 4:8             | Tampines Rovers  | 2:1      | 2:7       |
| 20./23. September 2006       | Chonburi FC          | 2:2 (5:4 i. E.) | Balestier Khalsa | 2:1      | 1:0 n. V. |

## Spiel um Platz 3
| Datum             |                  | Ergebnis        |                      |
| ----------------- | ---------------- | --------------- | -------------------- |
| 12. November 2006 | Balestier Khalsa | 1:1 (3:5 i. E.) | Woodlands Wellington |

## Finale
| Datum             |                 | Ergebnis  |             |
| ----------------- | --------------- | --------- | ----------- |
| 26. November 2006 | Tampines Rovers | 3:2 n. V. | Chonburi FC |

| Paarung  | Tampines Rovers – Chonburi FC |
| Ergebnis | 3:2 n. V. |
| Datum    | 26. November 2006 |
| Stadion  | Jalan Besar Stadium, Singapur |
| Tore     | 0:1 Pipob On-Mo (74.) 0:2 Arthit Sunthornpit (76.) 1:2 Aliff Shafaein (85.) 2:2 Santi Chaiyaphuak (90.) 3:2 Aliff Shafaein (120.) |